# توماس دکر (هنرپیشه)
توماس دکر (انگلیسی: Thomas Dekker؛ زادهٔ ۲۸ دسامبر ۱۹۸۷) یک هنرپیشه اهل ایالات متحده آمریکا است.
از فیلم‌ها یا برنامه‌های تلویزیونی که وی در آن نقش داشته است می‌توان به نابودگر: ماجراهای سارا کانر، کابوس در خیابان الم، نگهبان خواهر من، تاج فرشته‌ها، دلالان بدن و سریال دایره راز اشاره کرد.